# Szarapowka (obwód biełgorodzki)
Szarapowka (ros. Шараповка) – wieś w Rosji, w obwodzie biełgorodzkim, w rejonie nowooskolskim. W 2010 liczyła 907 mieszkańców.